# اچ‌ام‌اس کنستانس (۱۸۸۰)
اچ‌ام‌اس کنستانس (۱۸۸۰) (به انگلیسی: HMS Constance (1880)) یک کشتی بود که طول آن ۲۲۵ فوت (۶۸٫۶ متر) بود. این کشتی در سال ۱۸۸۰ ساخته شد.